# بعيدا عن صخب الناس (فلم)
بعيدا عن صخب الناس (بالإنجليزية: Far from the Madding Crowd) هو فيلم دراما من إخراج توماس فنتربيرغ وسيناريو ديفيد نيكولز، مقتبس من رواية بنفس العنوان للكاتب توماس هاردي التي صدرت سنة 1874. الفيلم من بطولة كاري موليجان وماتياس شونارتس مع مايكل شين وتوم ستوريدج وجونو تيمبل.

## القصة
باثشيبا إيفردين، إمراة جميلة ومستقلة في إنكلترا عام 1870، تجذب أنتباه ثلاثة رجال مخلتفين في الطباع والأهداف.

## طاقم التمثيل
- كاري موليجان بدور باثشيبا إيفردن
- ماتياس شونارتس بدور غابرييل أوك
- مايكل شين بدور وليام بولدوود
- توم ستوريدج بدور الرقيب تروي
- جونو تيمبل بدور فاني روبن

## الإنتاج
الكاتب ديفيد نيكولز أصبح مرتبط بالفيلم في 2008. في أبريل 2013، قالت تقارير أن ماتياس شونارتس قد عرض عليه دور غابرييل أوك جنبا إلى جنب مع كاري موليجان بدور باثشيبا إيفردن. تم الإعلان رسمياً عن أختيارهما في مايو 2013 مع مشاركة المخرج توماس فنتربيرغ.
التصوير الرئيسي بدأ في 6 سبتمبر 2013. تم تصوير الفيلم في دورست وأكسفوردشير وباكينجهامشير ولندن.

## الاستقبال

### الإصدار
أصدر الفيلم في 1 مايو 2015. أول عرض تشويقي للفيلم كشف عنه في 23 نوفمبر 2014، وكان يحتوي على أغنية «لا تدعي أي رجل يسرق زعتركِ» (Let No Man Steal Your Thyme) من غناء كاري موليجان ومايكل شين. تم الكشف مصلق تشويقي أيضاً للاحتفال بالذكرى ال140 للرواية التي تحمل نفس العنوان.

### شباك التذاكر
حصد الفيلم عالمياً ما مجموعه 30.2 مليون دولار أمريكي.

### رأي النقاد
تلقى الفيلم مراجعات إيجابية من قبل النقاد مع مديح خاص لأداء كاري موليجان. الفيلم حصل على تقييم 85% على موقع الطماطم الفاسدة، بناءً على 142 مراجعة. ميتاكريتيك أعطى الفيلم 71 من 100 بناءً على 40 مراجعة نقدية.

## روابط خارجية
- مقالات تستعمل روابط فنية بلا صلة مع ويكي بيانات

لا توجد روابط لمواقع التواصل الاجتماعي.